# Цзыин
Цзыин (кит. трад. 子嬰, пиньинь Zǐyīng; умер в конце января 206 года до н. э.) — последний правитель династии Цинь, он правил уже не как император, а как ван (秦王) с середины октября по конец декабря 207 года до н. э., посмертно был также назван Цинь Саньши (秦三世) или Цинь Саньши Хуанди 秦三世皇帝, буквально «Третий циньский император», продолжающий линию Цинь Шихуанди (Первого императора) и Эрши Хуана (Второго императора).
С первого дня правления его положение было безнадёжным по причине широкомасштабного восстания, охватившего страну.
Он пришёл к власти после того как император Эрши Хуан был убит евнухом Чжао Гао, ставшим премьер-министром и захватившим фактическую власть в стране. Он опасался, что Чжао Гао его также убьёт, и отказывался посещать церемонии. Под предлогом болезни Цзыин вызвал Чжао Гао к себе и лично его убил.
Получив власть, Цзыин пытался защитить своего предшественника Эрши Хуана от обвинений в убийстве верных циньскому трону братьев генерала Мэн Тяня и чиновника Мэн И.
Цзыин сдался Лю Бану (будущему основателю династии Хань), когда тот занял столицу Сяньян. Лю Бан, отступив от взятой столицы, передал его Сян Юю, который казнил Цзыина.

## Личность Цзыин
Традиция (и Сыма Цянь) считает, что он был сыном Фу Су, старшего сына императора Цинь Шихуанди, который не смог взойти на трон. По теории историка Ван Лицюня он был одним из братьев Цинь Шихуанди.
В хронике Шицзи Сыма Цяня его возраст не указан. Однако упоминается, что у него было два сына, с которыми Цзыин советовался. Это противоречит предположению, что он был сыном Фу Су. Эти рассуждения служат в пользу гипотезы, что он был сыном Чэнцзяо 成蟜, младшего брата Цинь Шихуанди.